# Port Harcourt
Pour les articles homonymes, voir Harcourt (homonymie).
Port Harcourt est la capitale et principale ville de l'État de Rivers dans le Sud du Nigeria, située dans le delta du Niger.

## Histoire
La ville a été fondée en 1912 par des colons britanniques sur un territoire originellement peuplé par l'ethnie Idjo. Elle a été nommée en l'honneur de Lewis Harcourt (1er vicomte Harcourt), secrétaire d'État aux colonies de 1910 à 1915. Elle a d'abord servi de port d'exportation du charbon venant des mines d'Enugu.
Depuis les années 1990 la ville est le théâtre de nombreux heurts liés au contrôle de la manne pétrolière. En 1995 notamment l'écrivain et militant politique Ken Saro-Wiwa y est pendu haut et court par le gouvernement militaire.

## Représentations étrangères
En 2024, trois pays sont représentés à Port Harcourt, par 2 consulats : Slovaquie et Philippines et une représentation : bureau du Haut-commissariat du Royaume-Uni.

## Enseignement supérieur
L’Université de Port Harcourt a été fondée en 1975.

## Lieux de culte
Parmi les lieux de culte, il y a des églises et des temples chrétiens : Église du Nigeria (Communion anglicane), Presbyterian Church of Nigeria (Communion mondiale d'Églises réformées), Convention baptiste nigériane (Alliance baptiste mondiale), Living Faith Church Worldwide, Redeemed Christian Church of God, Assemblées de Dieu, Diocèse de Port Harcourt (Église catholique) et des mosquées musulmanes .

## Économie
Port Harcourt est la principale ville du Nigeria pour le raffinage du pétrole et l'industrie du pétrole y tient donc une place prépondérante, la pêche étant une autre activité importante.
À Port Harcourt, se trouvait l'usine française de pneumatiques Michelin et se trouve encore le siège de TEPNG filiale du groupe Total. L'usine Michelin a fermé ses portes il y a peu[Quand ?] et Total a considérablement réduit ses activités.

## Transports

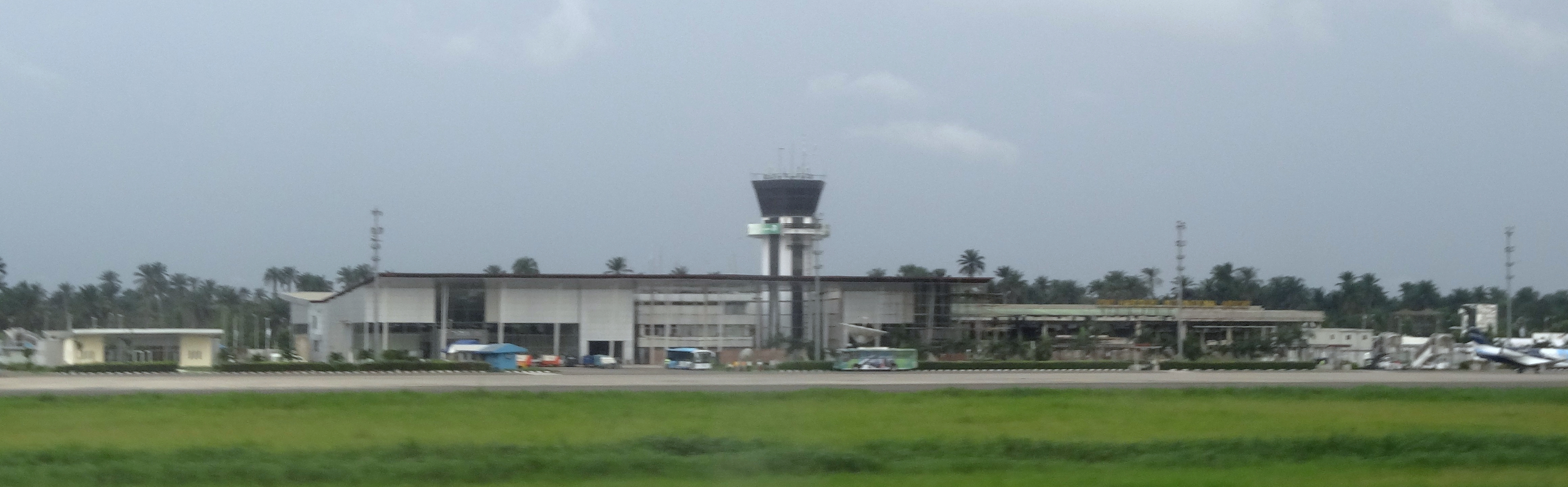
Aéroport international de Port Harcourt

Le port de la ville est l'un des principaux du pays.
Port Harcourt est reliée par chemin de fer à Maiduguri.
La ville est reliée par transport aérien avec l'aéroport international de Port Harcourt.
La ville est traversée par l'autoroute A3.

## Personnalités liées à la ville
- Adrian Igoni Barrett (1979-), écrivain, y est né.
- Temitope Ogunsemo (1984-), homme d'affaires, y est né.
- Geraldo Pino (1939-2008), musicien d'origine sierra-léonaise, y est mort.
- Richard Daddy Owubokiri (1961-), footballeur nigérian, y est né.
- Taribo West (1972-), footballeur nigérian, y est né.

- Burna Boy (1991-), chanteur nigerian, y est né.
- Omah Lay (1997-), chanteur nigerian, y est né.